# Кайл, Дуг
Дуглас Кайл (англ. Douglas Kyle; 22 июля 1932, Торонто — 27 августа 2023, Калгари, Альберта) — канадский легкоатлет, многократный чемпион Канады по бегу на длинные дистанции.

## Биография

### Карьера
На Летней Олимпиаде 1956 года участвовал в финальных забегах на 5000 м (8-е место) и 10 000 м (23-е место). Спустя три года, на Панамериканских играх в финале на 5000 м завоевал бронзу, а в финале на 10 000 м серебряную медаль.
В следующем году, на Олимпийских играх 1960 года участвовал в финалах на 5000 м (7-е место) и 10 000 м (24-е место).
В 1963 году при его участии был основан Калгарийский марафон, в котором он принял участие и занял первое место с результатом 2:45.54.

### Смерть
28 августа 2023 года синий Chevrolet Spark, которым он управлял, вылетел с дороги на пересечении двух улиц в Калгари и перевернулся. Кайл был доставлен в городскую больницу, в которой он скончался в тот же день на 92-м году жизни от полученных травм.